# Sarothrura
A  Sarothrura a madarak osztályának darualakúak (Gruiformes) rendjébe és a  guvatfélék (Rallidae) családjába tartozó nem. Egyes szervezetek a Sarothruridae családjába sorolják a nemet.

## Rendszerezésük
A nemet Ferdinand Heine német ornitológus írta le 1890-ben, az alábbi fajok tartoznak ide:
- pettyegetett bolyhosfarkú (Sarothrura pulchra)
- gyöngyös bolyhosszárnyúmadár (Sarothrura elegans)
- vörösmellű bolyhosfarkú (Sarothrura rufa)
- fehérszárnyú bolyhosfarkúmadár (Sarothrura ayresi)
- lemur bolyhosfarkú (Sarothrura watersi)
- csíkosbegyű bolyhosfarkúmadár (Sarothrura boehmi)
- pettyes bolyhosfarkú (Sarothrura lugens)
- csíkos bolyhosfarkú (Sarothrura affinis)
- hova bolyhosfarkú (Sarothrura insularis)